# 枚方市立桜丘北小学校
枚方市立桜丘北小学校（ひらかたしりつ さくらおかきたしょうがっこう）は、大阪府枚方市星丘四丁目にある公立小学校。
1978年に枚方市立桜丘小学校より分離開校した。星ヶ丘厚生年金病院に院内学級を設置し、同病院に入院中の児童への教育をおこなっている。

## 沿革
- 1978年4月1日 - 枚方市立桜丘北小学校として開校。星ヶ丘厚生年金病院院内学級（1972年開設）を枚方市立桜丘小学校より継承。当初は桜丘小学校に仮校舎を設置。
- 1978年8月24日 - 現在地に校舎竣工し、移転。
- 1978年9月16日 - 竣工式、開校式を実施。
- 1979年2月1日 - 校章、校歌制定。

## 通学区域
- 枚方市 池之宮1丁目-4丁目、桜丘町（一部を除く）、星丘4丁目、村野高見台。

卒業生は基本的に枚方市立桜丘中学校に進学する。

## 交通
- 京阪交野線 星ヶ丘駅 東へ約1.5km。
- 京阪交野線 村野駅 北東へ約1.5km。